# Campionat del món d'escacs juvenil
El Campionat del món d'escacs juvenil és un torneig sub-20 d'escacs (els jugadors han de ser menors de 20 anys l'1 de gener de l'any de la competició), organitzat per la Federació Internacional d'Escacs (FIDE).
La idea original d'organitzar-lo fou de Guillem Ritson-Morry, qui organitzà l'esdeveniment inaugural del 1951 que tingué lloc a Birmingham, Anglaterra. Posteriorment, se celebrava cada dos anys, fins al 1973, quan es va adoptar una periodicitat anual. El 1983, es va establir un torneig femení separat.
Cada estat membre de la FIDE pot seleccionar un competidor, excepte pel país amfitrió, que en pot seleccionar dos. Alguns jugadors obtenen el dret de participar en el torneig d'acord amb el seu Elo FIDE, o pel fet d'haver acabat en primeres posicions en els campionats anteriors. El primer campionat es va jugar per sistema suís a 11 rondes. En els campionats següents els participants van ser dividits en seccions, de manera que els grups servien per determinar la classificació per les diverses finals (Final A, Final B, etc.) Des de 1975, els torneigs han tornat al format suís.
Originalment, el guanyador era guardonat amb el títol de Mestre Internacional, si no l'havia obtingut abans.
Actualment, el guanyador rep el títol de Gran Mestre (GM) o el de Gran Mestre Femení (WGM), i els qui acaben en segon i tercer lloc el de Mestre Internacional o bé el de Mestre Internacional Femení (WIM).
Quatre dels guanyadors - Borís Spasski, Anatoli Kàrpov, Garri Kaspàrov i Viswanathan Anand - han arribat a guanyar el Campionat del món d'escacs absolut.

## Quadre de guanyadors del Campionat del món sub-20 masculí
| No. | Any        | Lloc                   | Campió                 | País            |
| --- | ---------- | ---------------------- | ---------------------- | --------------- |
| 1   | 1951       | Coventry/Birmingham    | Borislav Ivkov         | Iugoslàvia      |
| 2   | 1953       | Copenhaguen            | Oscar Panno            | Argentina       |
| 3   | 1955       | Anvers                 | Borís Spasski          | Unió Soviètica  |
| 4   | 1957       | Toronto                | William Lombardy       | Estats Units    |
| 5   | 1959       | Münchenstein           | Carlos Bielicki        | Argentina       |
| 6   | 1961       | La Haia                | Bruno Parma            | Iugoslàvia      |
| 7   | 1963       | Vrnjacka Banja         | Florin Gheorghiu       | Romania         |
| 8   | 1965       | Barcelona              | Bojan Kurajica         | Iugoslàvia      |
| 9   | 1967       | Jerusalem              | Julio Kaplan           | Puerto Rico     |
| 10  | 1969       | Estocolm               | Anatoli Kàrpov         | Unió Soviètica  |
| 11  | 1971       | Atenes                 | Werner Hug             | Suïssa          |
| 12  | 1973       | Teesside               | Aleksandr Beliavski    | Unió Soviètica  |
| 13  | 1974       | Manila                 | Anthony Miles          | Anglaterra      |
| 14  | 1975[2]    | Tjentiste              | Valeri Txékhov         | Unió Soviètica  |
| 15  | 1976       | Groningen              | Mark Diesen            | Estats Units    |
| 16  | 1977       | Innsbruck              | Artur Iussúpov         | Unió Soviètica  |
| 17  | 1978[3]    | Graz                   | Serguei Dolmatov       | Unió Soviètica  |
| 18  | 1979       | Skien                  | Yasser Seirawan        | Estats Units    |
| 19  | 1980       | Dortmund               | Garri Kaspàrov         | Unió Soviètica  |
| 20  | 1981       | Ciutat de Mèxic        | Ognjen Cvitan          | Iugoslàvia      |
| 21  | 1982       | Copenhaguen            | Andrei Sokolov         | Unió Soviètica  |
| 22  | 1983       | Belfort                | Kiril Gueorguiev       | Bulgària        |
| 23  | 1984       | Kiljava                | Curt Hansen            | Dinamarca       |
| 24  | 1985       | Sharjah                | Maxim Dlugy            | Estats Units    |
| 25  | 1986       | Gausdal                | Walter Arencibia       | Cuba            |
| 26  | 1987       | Baguio                 | Viswanathan Anand      | Índia           |
| 27  | 1988       | Adelaida               | Joël Lautier           | França          |
| 28  | 1989       | Tunja                  | Vassil Spàssov         | Bulgària        |
| 29  | 1990       | Santiago               | Ilya Gurevich          | Estats Units    |
| 30  | 1991       | Mamaia                 | Vladímir Akopian       | Armènia         |
| 31  | 1992       | Buenos Aires           | Pablo Zarnicki         | Argentina       |
| 32  | 1993       | Kozhikode              | Igor Miladinović       | Iugoslàvia      |
| 33  | 1994       | Caiobá                 | Helgi Grétarsson       | Islàndia        |
| 34  | 1995       | Halle (Saxònia-Anhalt) | Roman Slobodjan        | Alemanya        |
| 35  | 1996       | Medellín               | Emil Sutovsky          | Israel          |
| 36  | 1997       | Żagań                  | Tal Shaked             | Estats Units    |
| 37  | 1998       | Kozhikode              | Darmén Sadvakàssov     | Kazakhstan      |
| 38  | 1999       | Yerevan                | Aleksandr Galkin       | Rússia          |
| 39  | 2000       | Yerevan                | Lázaro Bruzón          | Cuba            |
| 40  | 2001       | Atenes                 | Péter Ács              | Hongria         |
| 41  | 2002       | Goa                    | Levon Aronian          | Armènia         |
| 42  | 2003[1]    | Naxçıvan               | Xakhriar Mamediàrov    | Azerbaidjan     |
| 43  | 2004[4]    | Kochi                  | Pentala Harikrishna    | Índia           |
| 44  | 2005       | Istanbul               | Xakhriar Mamediàrov    | Azerbaidjan     |
| 45  | 2006[5]    | Yerevan                | Zavèn Andriassian      | Armènia         |
| 46  | 2007       | Yerevan                | Ahmed Adly             | Egipte          |
| 47  | 2008       | Gaziantep              | Abhijeet Gupta         | Índia           |
| 48  | 2009       | Puerto Madryn          | Maxime Vachier-Lagrave | França          |
| 49  | 2010[6]    | Chotowa                | Dmitri Andreikin       | Rússia          |
| 50  | 2011[7][8] | Chennai                | Dariusz Świercz        | Polònia         |
| 51  | 2012[9]    | Atenes                 | Aleksandr Ipàtov       | Turquia         |
| 52  | 2013       | Kocaeli                | Yu Yangyi              | R.P. de la Xina |
| 53  | 2014       | Pune                   | Lu Shanglei            | R.P. de la Xina |
| 54  | 2015[10]   | Khanti-Mansisk         | Mikhail Antipov        | Rússia          |
| 55  | 2016[11]   | Bhubaneswar            | Jeffery Xiong          | Estats Units    |
| 56  | 2017[12]   | Tarvisio               | Aryan Tari             | Noruega         |
| 57  | 2018[13]   | Gebze                  | Parham Maghsoodloo     | Iran            |
| 58  | 2019[14]   | Nova Delhi             | Evgeny Shtembuliak     | Ucraïna         |

## Quadre de guanyadores del Campionat del món sub-20 femení
| No. | Any      | Lloc                   | Campiona                | País            |
| --- | -------- | ---------------------- | ----------------------- | --------------- |
| 1   | 1982     | Senta                  | Agnieszka Brustman      | Polònia         |
| 2   | 1983     | Ciutat de Mèxic        | Fliura Khasanova        | Unió Soviètica  |
| 3   | 1985     | Dobrna                 | Ketevan Arakhamia       | Unió Soviètica  |
| 4   | 1986     | Vílnius                | Ildikó Mádl             | Hongria         |
| 5   | 1987     | Baguio                 | Camilla Baginskaite     | Unió Soviètica  |
| 6   | 1988     | Adelaida               | Alissa Gal·liàmova      | Unió Soviètica  |
| 7   | 1989     | Tunja                  | Ketino Kachiani         | Unió Soviètica  |
| 8   | 1990     | Santiago               | Ketino Kachiani         | Unió Soviètica  |
| 9   | 1991     | Mamaja                 | Natasa Bojkovic         | Iugoslàvia      |
| 10  | 1992     | Buenos Aires           | Krystyna Dąbrowska      | Polònia         |
| 11  | 1993     | Kozhikode              | Nino Khurtsidze         | Geòrgia         |
| 12  | 1994     | Caiobá                 | Zhu Chen                | R.P. de la Xina |
| 13  | 1995     | Halle (Saxònia-Anhalt) | Nino Khurtsidze         | Geòrgia         |
| 14  | 1996     | Medellín               | Zhu Chen                | R.P. de la Xina |
| 15  | 1997     | Żagań                  | Harriet Hunt            | Anglaterra      |
| 16  | 1998     | Kozhikode              | Hoang Thanh Trang       | Vietnam         |
| 17  | 1999     | Yerevan                | Maria Kouvatsou         | Grècia          |
| 18  | 2000     | Yerevan                | Xu Yuanyuan             | R.P. de la Xina |
| 19  | 2001     | Atenes                 | Humpy Koneru            | Índia           |
| 20  | 2002     | Goa                    | Zhao Xue                | R.P. de la Xina |
| 21  | 2003[1]  | Nakhchivan             | Nana Dzagnidze          | Geòrgia         |
| 22  | 2004     | Kochi                  | Iekaterina Kórbut       | Rússia          |
| 23  | 2005     | Istanbul               | Elisabeth Pähtz         | Alemanya        |
| 24  | 2006[5]  | Yerevan                | Shen Yang               | R.P. de la Xina |
| 25  | 2007     | Yerevan                | Vera Nebolsina          | Rússia          |
| 26  | 2008     | Gaziantep              | Harika Dronavalli       | Índia           |
| 27  | 2009     | Puerto Madryn          | Swaminathan Soumya      | Índia           |
| 28  | 2010     | Chotowa                | Anna Muzitxuk           | Eslovènia       |
| 29  | 2011     | Chennai                | Deysi Cori Tello        | Perú            |
| 30  | 2012     | Atenes                 | Guo Qi                  | R.P. de la Xina |
| 31  | 2013     | Kocaeli                | Aleksandra Goriàtxkina  | Rússia          |
| 32  | 2014     | Pune                   | Aleksandra Goriàtxkina  | Rússia          |
| 33  | 2015[10] | Khanti-Mansisk         | Nataliya Buksa          | Ucraïna         |
| 34  | 2016[11] | Bhubaneswar            | Dinara Saduakassova     | Kazakhstan      |
| 35  | 2017[15] | Tarvisio               | Zhansaya Abdumalik      | Kazakhstan      |
| 36  | 2018     | Gebze                  | Aleksandra Maltsevskaya | Rússia          |
| 37  | 2019     | Nova Delhi             | Polina Xuvàlova         | Rússia          |